# Axford (Wiltshire)
Axford – osada w Anglii, w hrabstwie Wiltshire. Leży 41 km na północ od miasta Salisbury i 107 km na zachód od Londynu.